# 塞奇冰原島峰
84°33′S 173°0′W / 84.550°S 173.000°W
塞奇冰原島峰（英語：Sage Nunataks），是南極洲的冰原島峰，位於阿蒙森海岸，由相距1.9公里的2座島峰組成，處於賈斯特曼山和加布羅山以北，現時由南極條約體系管理。